# Edemissen
Edemissen là một đô thị của huyện Peine, bang Niedersachsen, Đức. Đô thị này có diện tích 103,79 km². Đô thị này có cự ly khoảng7 km về phía bắc của Peine, và 25 km về phía tây bắc của Braunschweig.